# 日テレアップDate!
『日テレアップDate!』（にっテレアップデート!）は、日本テレビで2012年10月7日から毎週日曜5:10 - 5:30（JST、以下略）に放送されているミニ番組。2013年3月31日までは5:40 - 6:00に放送されていた。2020年10月から放送時間が5:55 - 6:15に変更。

## 概要
2012年9月30日まで放送されていた『24時間テレビチャリティーリポート』と『あなたと日テレ』を統合した番組。
日本テレビの社会活動（CSR活動）や日本テレビ番組審議会の審議報告を取り上げる。
番組収録は、同局の情報番組『DayDay.』（2023年3月までは『スッキリ』）のスタジオセットを間借りして行われている。
なお日本テレビにおいては、『24時間テレビチャリティーリポート』が従前の単独番組から当番組の内包番組に変更となっている。
2014年10月5日より、9月14日放送再開の『NFL倶楽部』（4:40 - 5:10）が30分繰り下げとなるため、本番組の放送時間は再び5:40 - 6:00に変更される。
かつては番組直後にBPOのCMが流れ、エンディングで「このあとはBPOからのお知らせです」とアナウンスされて番組が終わっていたが、後に放映されなくなった。

## 出演者
- 田中毅（日本テレビアナウンサー）
- 日本テレビ女性アナウンサー（2本撮りのため、2週おきに交替）

### 過去の出演者
- 徳島えりか（日本テレビアナウンサー、2012年10月7日 - 2013年3月31日）：隔週出演
- 上重聡（日本テレビアナウンサー、2012年10月7日 - 2015年3月29日）

2013年5月19日 - 6月23日・2014年10月5日・10月12日は右松健太（日本テレビアナウンサー）が代理出演。
- 小熊美香（元日本テレビアナウンサー、2012年10月7日 - 時期不明）：隔週出演
- 森圭介（日本テレビアナウンサー、2015年4月5日 - ）
- 杉野真実（日本テレビアナウンサー、2014年4月6日 - ）：隔週出演
- 藤田大介（日本テレビアナウンサー、2019年10月 - 2023年4月16日）

## スタッフ
- 制作協力：AX-ON、ゴッドキッズ
- 製作著作：日本テレビ